# Benoitodes
Benoitodes is een geslacht van spinnen uit de familie bodemjachtspinnen (Gnaphosidae).

## Soorten
De volgende soorten zijn bij het geslacht ingedeeld:
- Benoitodes caheni (Benoit, 1977)
- Benoitodes sanctaehelenae (Strand, 1909)